# 2018年冬季奧林匹克運動會中國香港代表團
2018年冬季奧林匹克運動會中國香港代表團由包括一名運動員在內的共計七人組成，參加2018年2月9日至25日在韓國平昌郡舉行的第23屆冬季奧林匹克運動會。這是香港歷史上第五次參加冬奧。代表團唯一的參賽選手吳一里擔任開幕典禮的持旗手，而閉幕典禮的持旗手則由一位志願者擔任。

## 高山滑雪
香港女子高山滑雪運動員吴一里達到了奧運B標成績，獲得該屆冬奧參賽資格。這是香港首次在短道速滑以外的項目上獲得冬奧資格。
| 运动员 | 项目       | 第一次  | 第一次 | 第二次  | 第二次 | 总计    | 总计 |
| 运动员 | 项目       | 时间    | 排名   | 时间    | 排名   | 时间    | 排名 |
| ------ | ---------- | ------- | ------ | ------- | ------ | ------- | ---- |
| 吴一里 | 女子大曲道 | 1:27.25 | 63     | 1:23.29 | 55     | 2:50.54 | 56   |
| 吴一里 | 女子曲道   | DNF     | DNF    | DNF     | DNF    | DNF     | DNF  |